# 長野県立総合リハビリテーションセンター
長野県立総合リハビリテーションセンター（ながのけんりつそうごうリハビリテーションセンター）は長野県長野市にある、リハビリテーション専門の県立病院。1974年11月1日開設。設置者は長野県で、地方独立行政法人化はされてない。長野県立総合リハビリテーションセンター条例（昭和49年長野県条例第31号）に基づいて運営されている。

## 診療科
- 整形外科
- 内科・神経内科
- リハビリテーション科
- 麻酔科
- 泌尿器科

## 主な建物
- 管理医療棟
- 理学療法棟
- 施設棟
- 病棟
- 補装具製作棟
- X線棟
- MRI棟
- CT棟
- 機械棟